# Àtila capgrís
El àtila capgrís (Attila rufus) és un ocell de la família dels tirànids (Tyrannidae).

## Hàbitat i distribució
Habita els boscos del sud-est del Brasil.